# 우아한 거짓말
"우아한 거짓말"은 2014년에 개봉한 대한민국의 영화이다. 김려령 작가의 동명 소설을 원작으로 한다.

## 줄거리
엄마 현숙(김희애)은 마트에서 일하며 생계를 책임지고 언제나 쿨하고 당당하다. 언니 만지(고아성)는 남의 일에는 관심이 없고, 가족일에도 무덤덤하고 시크하다. 그러던 어느날 막내 천지(김향기)는 갑자기 세상을 떠난다. 세 가족 중 가장 밝았던 막내가 갑자기 죽자 현숙과 만지는 당황하지만 현숙과 만지는 천지가 없는 삶에 익숙해지기 위해 애쓴다.
그러던 어느 날, 만지는 우연히 천지의 친구들을 만나고, 가족들이 몰랐던 숨겨진 다른 이야기, 그리고 그 중심에 천지와 가장 절친했던 화연(김유정)이 있음을 알게 된다. 아무 말 없이 떠난 동생의 비밀을 찾던 만지는 빨간 털실 속에 천지가 남기고 간 메시지가 있음을 알게 된다.

## 캐스팅
- 김희애 : 류현숙 역 - 이 영화의 여주인공.
- 고아성 : 이만지 역 - 이 영화의 진 여주인공.
- 김유정 : 김화연 역 - 이 영화의 메인 빌런이자 최종 보스.
- 김향기 : 이천지 역
- 유아인 : 추상박 역
- 성동일 : 곽만호 역
- 천우희 : 곽미란 역
- 유연미 : 곽미라 역
- 박수영 : 임씨 역
- 김정영 : 화연 모 역
- 이재구 : 화연 부 역
- 한이진 : 박군 역
- 김지훈 : 만두총각 역
- 장아영 : 이 선생 역

- 강다영 : 지민 역
- 이영은 : 미소 역
- 박지영 : 수경 역
- 김선홍 : 우람 역
- 이미지 : 성희 역
- 강다정 : 친구1 역
- 김민정 : 친구2 역
- 정난희 : 친구3 역
- 배지영 : 친구4 역
- 박일목 : 낚시꾼 역
- 이승준 : 만지 담임 역
- 송지인 : 양호선생님 역
- 진선미 : 국수집 주인 역
- 이서준 : 마트직원 역
- 이한나 : 사서 역
- 오유진 : 도서관 소녀 역
- 오지현 : 아이1 역
- 조수정 : 아이2 역
- 이석진 : 충현 역
- 김영재 : 만지천지 아빠 역
- 박근희 : 만지 아역
- 최주아 : 천지 아역
- 김현애 : 미란미라 엄마 역
- 신정섭 : 금강 공무원 역
- 오기환 : 판서 선생님 역
- 이재은 : 마트 손님 역
- 김해일 : 마트 직원 역
- 김화목 : 마트 직원 역
- 김진아 : 마트 직원 역
- 이설희 : 마트 직원 역
- 이경원 : 마트 직원 역
- 유재희 : 마트 직원 역
- 박송해 : 마트 보안요원 역
- 선현철 : 마트 보안요원 역
- 백예현 : 폐지할머니 역
- 정다인 : 천지 닮은 아이 역
- 문직선 : 지하철남 역
- 최종익 : 놀이터 아이 역
- 한재훈 : 놀이터 아이 역
- 김혜연 : 천지반 학생 역
- 구다송 : 천지반 학생 역
- 이은진 : 천지반 학생 역
- 이승연 : 천지반 학생 역
- 이수경 : 천지반 학생 역
- 오희영 : 천지반 학생 역
- 용채원 : 천지반 학생 역
- 정유진 : 천지반 학생 역
- 장세영 : 천지반 학생 역
- 조정민 : 천지반 학생 역
- 탁수경 : 천지반 학생 역
- 김제인 : 천지반 학생 역
- 김민아 : 천지반 학생 역
- 박진수 : 천지반 학생 역
- 이나현 : 천지반 학생 역
- 이지나 : 천지반 학생 역
- 오지후 : 천지반 학생 역
- 윤진주 : 천지반 학생 역
- 정예녹 : 천지반 학생 역
- 정수연 : 천지반 학생 역
- 조민영 : 천지반 학생 역
- 진혜주 : 천지반 학생 역
- 황은정 : 천지반 학생 역

## 수상 및 후보
| 연도 | 시상식                     | 상                                                          | 수상/후보자          | 결과 | 출처  |
| ---- | -------------------------- | ----------------------------------------------------------- | -------------------- | ---- | ----- |
| 2014 | 제50회 백상예술대상        | 영화부문 여자 최우수 연기상                                 | 김희애               | 후보 |       |
| 2014 | 제50회 백상예술대상        | 영화부문 여자 신인 연기상                                   | 김향기               | 수상 |       |
| 2014 | 제23회 부일영화상          | 신인 여자 연기상                                            | 김향기               | 후보 |       |
| 2014 | 제51회 대종상              | 신인여우상                                                  | 김향기               | 후보 |       |
| 2014 | 제6회 피어선 영상 페스티벌 | 트렌드 초이스 여자부문                                      | 김유정               | 수상 |       |
| 2014 | 제35회 청룡영화상          | 여우주연상                                                  | 김희애               | 후보 |       |
| 2014 | 제35회 청룡영화상          | 신인여우상                                                  | 김유정               | 후보 |       |
| 2015 | 제45회 지포니 영화제       | 그리폰 상 (공식경쟁 제너레이션+13부문)                      | 우아한 거짓말 (이한) | 후보 |       |
| 2015 | 제45회 지포니 영화제       | 특별상 - CGS(사회문화청소년영화)상 (Percorsi Creativi 2015) | 우아한 거짓말 (이한) | 수상 | [ 3 ] |